# Eriphiidae
Eriphiidae is een familie van krabben, behorende tot de superfamilie der Eriphioidea.

## Systematiek
In deze familie worden volgende genera onderscheiden: 
- Eriphia Latreille, 1817
- Eriphides Rathbun, 1897